# Francisco Lupini Basagoiti

Francisco Lupini Basagoiti (Caracas, Venezuela, 5 de septiembre de 1989) fue nombrado el mejor director latino de la costa este por el Gremio de Directores de Estados Unidos de América por su dirección en el cortometraje El Nido Vacío. Ahora radicado en Nueva York, Francisco nace en Caracas, Venezuela de padres españoles e italianos. En los últimos cinco años, las películas de Francisco han sido selección oficial en más de 60 festivales alrededor del mundo. Ha recibido múltiples premios de audiencia, incluyendo el Chicago Latino Film Festival y el Palm Springs International Shortfest. Le han otorgado la Palma de Oro en el México International Film Festival, premio como mejor corto en el Lady Filmmaker Film Festival de Los Ángeles y una mención especial como mejor drama en el Festival de Cine Latinoamericano de Trieste, Italia.
Francisco se graduó en producción de cine y televisión y literatura dramática de la Tisch School of the Arts en la universidad de Nueva York. Actualmente se encuentra trabajando en su primer largometraje que muestra personajes y temas que ha explorado anteriormente en sus cortometrajes. Todavía en desarrollo, el guion de ¡He Matado a mi Marido! ha recibido una selección oficial en el Global Script Challenge del Festival de Oaxaca en México. 
En 2011 funda en la ciudad de Nueva York su compañía productora Imperator Pictures. 

## Títulos
| Año  | Película                                   |
| ---- | ------------------------------------------ |
| 2010 | The Cucumber That Killed Me (DG)           |
| 2011 | Sufrir Como Dedos que no Sangran (DG)      |
| 2012 | BLACKOUT (DG)                              |
| 2012 | El Nido Vacío (DG)                         |
| 2013 | ¡Madre Mía! (DG)                           |
| 2014 | YO, la PEOR de TODAS (DG)                  |
| 2015 | TÚ. YO. BAÑO. SEXO. AHORA. (DG)            |
| 2016 | ¡He matado a mi marido! (DG) Preproducción |

- DG: director y guionista<ref>http://www.imperatorpictures.com>